# Josepha Petrick Kemarre
Josepha Petrick Kemarre est une artiste australienne indigène de langue Anmatyerr originaire d'Australie centrale née vers 1945 ou vers 1955. Elle commence à peindre vers 1990 et ses œuvres d'art indigène australien contemporain sont acquises par plusieurs grandes collections, dont Artbank et la National Gallery of Victoria.
Ses peintures représentent des « rêves » de prunes de brousse et des cérémonies de femmes (connues sous le nom d'Awelye). L'une de ses peintures fut vendue pour 22 800 dollars australiens lors d'une vente aux enchères caritative. Les œuvres de Josepha Petrick sont fortement colorées et de composition formaliste. Elles apparaissent régulièrement lors de ventes aux enchères commerciales d'œuvres d'art en Australie. Il n'existe pas de catalogue raisonné des œuvres de Josepha Petrick et aucune contrefaçon n'a encore été signalée.

## Biographie
Josepha Petrick Kemarre est une aborigène australienne de langue Anmatyerr, née vers 1945 ou 1955 à la mission Santa Teresa, près d'Alice Springs, dans le Territoire du Nord,.
Kemarre est un nom de parenté, l'un des huit utilisés pour désigner les sous-sections ou sous-groupes du système de parenté du peuple Anmatyerr. Ces noms définissent des relations de parenté qui influencent les préférences de partenaires de mariage et peuvent être associés à des totems particuliers. Bien qu'ils puissent être utilisés comme termes d'adresse, ce ne sont pas des noms de famille au sens où l'entendent les Européens,. Josie Petrick est donc l'élément du nom de l'artiste qui lui est propre. Lorsqu'elle commence à peindre pour la galerie Mbantua, dans le centre de l'Australie, elle indique qu'elle s'appelle Josepha et non Josie, souhaitant n'être connue à l'avenir que sous ce nom. Cependant, la biographie de Mbantua est la seule source à avoir utilisé cette version de son nom.
Après avoir épousé Robin Petyarre, frère de l'artiste Gloria Petyarre (en), Josepha Petrick s'installe dans la région d'Utopia (en), au nord-est d'Alice Springs, où elle vivait lorsqu'elle a commencé à peindre vers 1990. Ils ont sept enfants, dont l'un, Damien Petrick, est devenu artiste comme sa mère. En 2008, le mari de Josie Petrick meurt et celle-ci partage son temps entre Alice Springs et Harts Range (en), au nord-est de la ville.

## Parcours professionnel

### Contexte

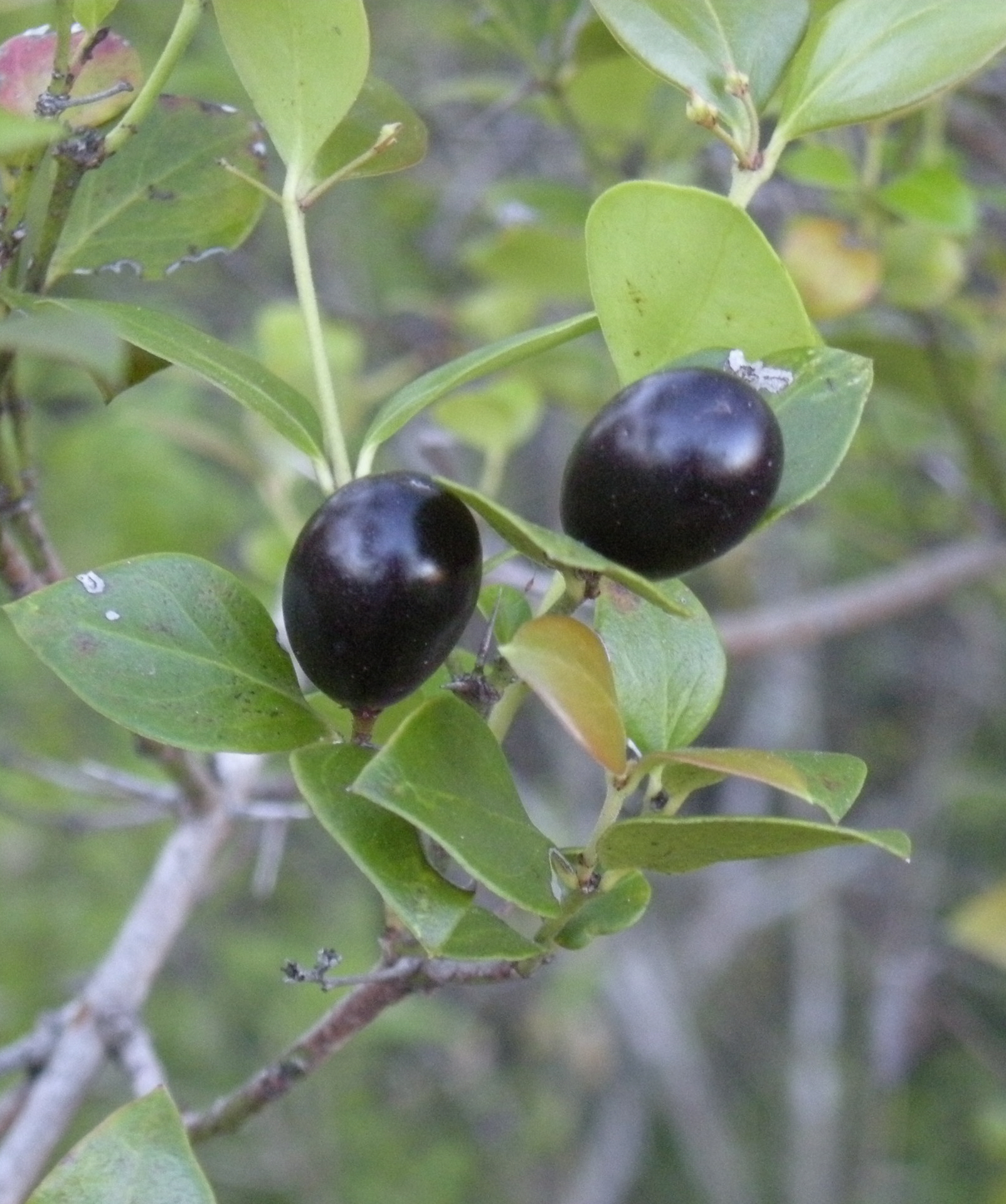
Carissa spinarum est représentée dans les peintures de Josie Petrick sur le temps du rêve.

L'art indigène contemporain du désert occidental voit le jour en 1971, lorsque des hommes indigènes de Papunya réalisent des peintures murales et des toiles avec des matériaux artistiques occidentaux, avec l'aide de l'enseignant Geoffrey Bardon (en). Leurs œuvres, qui utilisent des peintures acryliques pour créer des motifs représentant des peintures corporelles et des sculptures au sol, se répandent rapidement dans les communautés indigènes du centre de l'Australie, en particulier après l'introduction d'un programme d'art approuvé par le gouvernement dans le centre de l'Australie, en 1983.
Dans les années 1980 et 1990, ces œuvres font l'objet d'expositions internationales. Les premiers artistes, y compris tous les fondateurs de la compagnie d'artistes Papunya Tula, sont des hommes, et les hommes Pintupi d'Australie centrale sont réticents à ce que les femmes peignent également. Toutefois, de nombreuses femmes ont souhaité participer et, dans les années 1990, beaucoup d'entre elles commencent à peindre. Dans les communautés du désert occidental telles qu'Utopia, Kintore (en), Yuendumu (en), Balgo et dans les communautés isolées (en), les gens commencent à créer des œuvres d'art expressément destinées à être exposées et vendues.

### Carrière
Josepha Petrick commence à peindre vers 1990 ou 1992 dans le cadre du mouvement d'art indigène contemporain qui a vu le jour à Papunya dans les années 1970. En 1998, ses œuvres sont collectionnées par des institutions privées et publiques, telles que l'université Charles-Sturt, et en 2005, une œuvre est achetée par la National Gallery of Victoria. Sa carrière connaît un essor important lorsque ses œuvres sont incluses dans l'exposition Landmarks de la National Gallery of Victoria en 2006 et dans son catalogue ; sa peinture était imprimée en face de celle de Yannima Tommy Watson (en), alors célèbre, notamment pour sa contribution à la conception d'un nouveau bâtiment pour le musée du quai Branly,. Les peintures de Petrick font l'objet d'expositions dans plusieurs galeries privées à Melbourne et à Hong Kong, ainsi qu'à l'ambassade d'Australie à Washington en 2001.
En 2006, une œuvre commandée à Petrick est exposée au Shalom College de l'université de Nouvelle-Galles du Sud dans le cadre d'une exposition de collecte de fonds pour une œuvre de bienfaisance. Elle a été vendue pour 22 000 dollars australiens. Fin 2008, le prix le plus élevé enregistré pour une œuvre de Petrick lors d'une vente aux enchères est de 22 800 dollars, record établi en mai 2007. Une image basée sur un triptyque de Petrick, Bush Berries, figure sur la couverture d'un livre sur la perception visuelle du mouvement, Motion Vision.
Les artistes d'Australie centrale peignent souvent des « rêves » ou des histoires particulières dont ils ont la responsabilité ou les droits. Ces histoires sont utilisées pour transmettre « des connaissances, des valeurs culturelles et des systèmes de croyance importants » de génération en génération. Les peintures de Petrick représentent deux groupes de rêves différents, rendus dans deux styles distincts. Le rêve de la prune de brousse représente une plante du désert central australien qui est « une source de subsistance physique et spirituelle, rappelant [aux populations indigènes locales] le caractère sacré de [leur] pays ». Ces peintures sont réalisées avec des points rouges, bleus et orange qui représentent le fruit à différents stades de son développement. Elle peint également des cérémonies de femmes (Awelye) et des rêves, qui sont réalisés à l'aide de rangées de points colorés et comprennent des représentations de l'iconographie cérémonielle des femmes.
La journaliste Zelda Cawthorne décrit Petrick comme l'une des « meilleures artistes aborigènes contemporaines ». Le consultant en art Adrian Newstead (en) la classe parmi les 200 meilleurs artistes aborigènes du pays, notant qu'elle est devenue « connue pour ses œuvres innovantes qui créent un sentiment d'harmonie visuelle grâce à de fins champs panachés de pointillés appliqués de manière immaculée ». Son style est décrit par les auteurs d'art aborigène Birnberg et Kreczmanski comme une « interprétation intéressante et moderne du paysage ».
Les œuvres de Petrick sont conservées dans diverses collections publiques et privées, dont Artbank, la collection de l'université Charles Sturt, la collection Holmes à Court (en) et la National Gallery of Victoria.